# Aristolochene
L'aristolochene è un sesquiterpene biciclico prodotto da alcuni funghi tra cui la muffa del formaggio Penicillium roqueforti. È biosintetizzato dal farnesil pirofosfato per mezzo di una reazione catalizzata dalla aristolochene sintasi ed è l'idrocarburo alla base della sintesi di una grande varietà di tossine fungine.